# ELF (entreprise)
ELF (株式会社エルフ, Kabushiki-gaisha Erufu), stylisé élf, était un studio de développement de jeux pour adultes japonais. La mascotte de l'entreprise est le dessin du principal méchant de la série -saku.
L'un de ses jeux les plus populaires est Dōkyūsei, un jeu de drague pionnier du genre, qui a eu une suite et a été adapté en une série d'OAV pour adultes. La société est également connue pour ses jeux vidéo de rôle tels que la série Dragon Knight et ses jeux d'aventures (considérés par certains comme des visual novels, romans vidéoludiques en français) YU-NO. 
De nombreux jeux ELF ont été adaptés en séries d'OAV pour adultes. Trois séries de jeux ELF ont même été transformées en séries animées télévisées : Elf-ban Kakyūsei, Raimuiro Senkitan et YU-NO.

## Historique
La société Elf a été fondée le 27 avril 1989 à Tokyo. 
Depuis 2004, le PDG est Atsushi Shimoda (下田篤). 
EFC, le fan club d'ELF (エルフＦＣ), a une adhésion active. Il existe un projet communautaire qui vise à recréer le moteur de jeu d'ELF pour d'autres plates-formes. 
Après 27 ans d'activités, il a été annoncé en octobre 2015 que l'entreprise fermait ses portes. Certains de leurs jeux ont été depuis réédités par DMM Games.

## Jeux vidéo

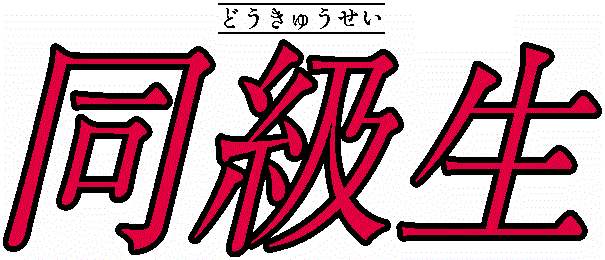
Logo de Dōkyūsei.

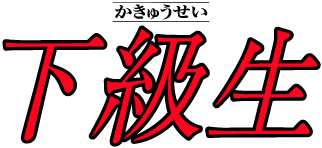
Logo de Kakyūsei.

| Titre | Plate-forme(s)                         | Date de sortie     |
| --- | -------------------------------------- | ------------------ |
| Doki Doki! Shutter Chance | Série PC-8800                          | 8 décembre 1988    |
| Doki Doki! Shutter Chance | Série PC-9800                          | 8 décembre 1988    |
| Private School | Série PC-8800                          | 13 mars 1989       |
| Private School | Série PC-9800                          | 19 avril 1989      |
| Private School | MSX                                    | 19 avril 1989      |
| Angel Hearts | Série PC-9800                          | 20 juin 1989       |
| Angel Hearts | Série PC-8800                          | 20 juin 1989       |
| Pinky Ponky | Série PC-9800                          | 13 juillet 1989    |
| Pinky Ponky | Série PC-8800                          | 11 août 1989       |
| Pinky Ponky | MSX                                    | Août 1989          |
| Pinky Ponky | X68000                                 | 30 août 1990       |
| RUNRUN Kyosokyoku | Série PC-9800                          | 15 septembre 1989  |
| RUNRUN Kyosokyoku | Série PC-8800                          | 15 septembre 1989  |
| Dragon Knight | X68000                                 | 1er septembre 1989 |
| Dragon Knight | Série PC-9800                          | 17 novembre 1989   |
| Dragon Knight | Série PC-9800                          | 29 novembre 1989   |
| Dragon Knight | MSX                                    | 19 janvier 1990    |
| Foxy | Série PC-9800                          | 6 février 1990     |
| Foxy | Série PC-8800                          | Mars 1990          |
| Foxy | MSX                                    | 17 mai 1990        |
| Ray-Gun | Série PC-9800                          | 15 mai 1990        |
| Ray-Gun | Série PC-8800                          | Septembre 1990     |
| Ray-Gun | X68000                                 | 12 décembre 1990   |
| Ray-Gun | MSX                                    | 11 avril 1991      |
| De-Ja | Série PC-9800                          | 15 juin 1990       |
| De-Ja | DOS/V                                  | 15 juin 1990       |
| De-Ja | Série PC-8800                          | Juin 1990          |
| De-Ja | X68000                                 | 12 décembre 1990   |
| De-Ja | MSX                                    | 11 avril 1991      |
| Dragon Knight II | Série PC-9800                          | 30 novembre 1990   |
| Dragon Knight II | Série PC-8800                          | Décembre 1990      |
| Dragon Knight II | MSX                                    | 31 janvier 1991    |
| Dragon Knight II | X68000                                 | 28 février 1991    |
| Foxy 2 | Série PC-9800                          | 4 avril 1991       |
| Foxy 2 | X68000                                 | 25 avril 1991      |
| Él | Série PC-9800                          | 23 juin 1991       |
| Él | X68000                                 | 17 juillet 1991    |
| Él | FM Towns                               | Novembre 1991      |
| Él | MSX                                    | 17 février 1992    |
| Él | Windows (95)                           | 29 septembre 2000  |
| Shangrlia | Série PC-9800                          | 28 août 1991       |
| Shangrlia | X68000                                 | 26 septembre 1991  |
| Shangrlia | FM Towns                               | 17 janvier 1992    |
| Dragon Knight 3 | DOS/V                                  | 6 juillet 1991     |
| Dragon Knight 3 | Série PC-9800                          | 14 décembre 1991   |
| Dragon Knight 3 | X68000                                 | 31 janvier 1992    |
| Dragon Knight 3 | FM Towns                               | Février 1992       |
| Tenshin Ranma | Série PC-9800                          | 18 mars 1992       |
| Tenshin Ranma | X68000                                 | 18 avril 1992      |
| Tenshin Ranma | FM Towns                               | Mai 1992           |
| De-Ja 2 | Série PC-9800                          | 25 juin 1992       |
| De-Ja 2 | DOS/V                                  | 25 juin 1992       |
| De-Ja 2 | X68000                                 | 30 juillet 1992    |
| De-Ja 2 | FM Towns                               | Août 1992          |
| Jan Jaku Jan | Série PC-9800                          | 13 novembre 1992   |
| Jan Jaku Jan | X68000                                 | 24 décembre 1992   |
| Jan Jaku Jan | FM Towns                               | 12 janvier 1993    |
| Dōkyūsei | Série PC-9800                          | 17 décembre 1992   |
| Dōkyūsei | DOS/V                                  | 17 décembre 1992   |
| Dōkyūsei | X68000                                 | 17 décembre 1992   |
| Dōkyūsei | FM Towns                               | 17 décembre 1992   |
| Dōkyūsei | Windows (95, nouvelle version de 1999) | 27 août 1999       |
| Dōkyūsei | Windows (version téléchargeable)       | 1er mars 2007      |
| Dōkyūsei | Windows (nouvelle version de 2021)     | 26 février 2021    |
| Metal Eye | Série PC-9800                          | 28 avril 1993      |
| Metal Eye | X68000                                 | 28 avril 1993      |
| Metal Eye | FM Towns                               | 30 juin 1993       |
| Words Worth | Série PC-9800                          | 22 juillet 1993    |
| Words Worth | X68000                                 | 27 août 1993       |
| Words Worth | FM Towns                               | 30 septembre 1993  |
| Words Worth | Windows (95)                           | 25 mars 1999       |
| Words Worth | Windows (XP)                           | 29 octobre 2004    |
| Shangrlia 2 | Série PC-9800                          | 30 septembre 1993  |
| Shangrlia 2 | X68000                                 | 28 octobre 1993    |
| Shangrlia 2 | FM Towns                               | 27 novembre 1993   |
| Dragon Knight 4 | Série PC-9800                          | 25 février 1994    |
| Dragon Knight 4 | X68000                                 | 31 mars 1994       |
| Dragon Knight 4 | FM Towns                               | 28 avril 1994      |
| Dragon Knight 4 | Windows                                | 29 juin 2007       |
| Metal Eye 2 | Série PC-9800                          | 31 août 1994       |
| Metal Eye 2 | FM Towns                               | 30 septembre 1994  |
| Dōkyūsei 2 | Série PC-9800                          | 31 janvier 1995    |
| Dōkyūsei 2 | FM Towns                               | Février 1995       |
| Dōkyūsei 2 | DOS/V                                  | 1995               |
| Dōkyūsei 2 | Windows                                | 29 août 1997       |
| Isaku | Série PC-9800                          | 25 août 1995       |
| Isaku | DOS/V                                  | 25 août 1995       |
| Isaku | Windows                                | 30 mai 1997        |
| Isaku | Macintosh                              | 1er mars 2000      |
| Elf-ban Kakyūsei | Série PC-9800                          | 7 juin 1996        |
| Elf-ban Kakyūsei | Sega Saturn                            | 25 avril 1997      |
| Elf-ban Kakyūsei | Windows                                | 26 juin 1998       |
| Nonomura Byōin no Hitobito | Sega Saturn                            | 27 avril 1996      |
| Nonomura Byōin no Hitobito | Windows                                | 27 septembre 1996  |
| YU-NO: A girl who chants love at the bound of this world                                                                                            | Série PC-9800                          | 26 décembre 1996   |
| YU-NO: A girl who chants love at the bound of this world                                                                                            | Sega Saturn                            | 4 décembre 1997    |
| Kawarazaki-ke no Ichizoku | Windows                                | 1er octobre 1997   |
| Shūsaku | Windows                                | 27 mars 1998       |
| Shūsaku | Macintosh                              | 27 mars 1998       |
| Kakyūsei Screen Saver Collection | Windows                                | 24 juillet 1998    |
| Refrain Blue | Windows                                | 26 novembre 1999   |
| Koi Hime | Windows                                | 24 décembre 1999   |
| Elf All-Stars Datsui Jan | Windows                                | 30 mars 2000       |
| Kisaku | Windows                                | 30 janvier 2001    |
| Jankyūsei | Game Boy Color                         | 27 avril 2001      |
| Ashita no Yukinojō | Windows                                | 31 août 2001       |
| Elf All-Stars Datsui Jan 2 | Windows                                | 22 novembre 2001   |
| Hyakki | Windows                                | 29 mars 2002       |
| Masaru Ashita no Yukinojō 2 | Windows                                | 27 septembre 2002  |
| Raimuiro Senkitan | Windows                                | 13 décembre 2002   |
| Kawarazaki-ke no Ichizoku 2 | Windows                                | 6 juin 2003        |
| Raimuiro Senkitan 2 | Windows                                | 29 août 2003       |
| Shin Mikagura Shōjo Tanteidan | Windows                                | 26 décembre 2003   |
| Kakyūsei 2 | Windows                                | 27 août 2004       |
| Hana to Hebi | Windows                                | 5 août 2005        |
| AV King | Windows                                | 27 janvier 2006    |
| Elf All-Stars Datsui Jan 3 | Windows                                | 31 mars 2006       |
| Biniku no Kaori | Windows                                | 28 mars 2008       |
| Biniku no Kaori Naked | Windows                                | 26 mars 2010       |
| Ningen Debris | Windows                                | 26 novembre 2010   |
| Elf in Wonderland | Windows                                | 12 août 2011       |
| Boku no Kanojo wa Gaten-kei/ Kanojo ga Shita Koto, Boku ga Sareta Koto/ Kyonyūzuma Kanzen Hokaku Keikaku/ Boku no Tsuma ga Aitsu ni Netoraremashita | Windows                                | 8 décembre 2011    |
| Elf in Wonderland 2 | Windows                                | 19 juillet 2012    |
| Maro no Kanja wa Gatenkei | Windows                                | 25 avril 2013      |
| Maro no Kanja wa Gatenkei 2 | Windows                                | 8 août 2013        |
| Boku no Kanojo wa Gatenkei: Visual Lineup | Windows                                | 27 août 2015       |
| Maro no Kanja wa Gatenkei 3: Kanketsuhen | Windows                                | 15 octobre 2015    |

Yellow Vip (Windows)
| Titre                    | Date de sortie  |
| ------------------------ | --------------- |
| Wakazuma Mangekyō        | 25 février 2005 |
| Otto no Mae de Okasarete | 25 février 2005 |

### Silky's
Silky's était un studio de jeux dont les jeux sont principalement distribués par ELF, et dont plusieurs ont été adaptés en OAV. Silky's devient Silky's Plus en 2014.
- Ai Shimai (愛姉妹～二人の果実～?) (également appelé Immoral Sisters : Two Immature Fruits)
  - Ai Shimai Tsubomi (愛姉妹・蕾　...汚してください?) (également appelé Immoral Sisters - Bloom ...Please Deflower and Aishimai 2)
  - Ai Shimai Docchi ni Suru no!! (愛姉妹 どっちにするの!!?)
- BE-YOND (ビ・ヨンド　黒大将に見られてる?)
- Birthdays (バース・デイズ?)
  - Valentine Kiss Birthdays 2 (バレンタイン・キッス 〜バースデイズ2〜?)
- Dorei Kaigo (奴隷介護?)
- Flutter of Birds (flutter of birds ～鳥達の羽ばたき～?) (également appelé Virgin Touch)
  - Flutter of Birds 2 (flutter of birds II 天使たちの翼?) (également appelé Flutter of Birds 2: Wings of an Angel)
- Itoshi no Kotodama (愛しの言霊?)
- Jokei Kazoku (女系家族?)
- Mobius Roid (Möbius Roid メビウスロイド?) (également appelé Moebius Roid)
- Nikutai Ten'i (肉体 転 移?) (également appelé Teni)
- Shitai o Arau (肢体を洗う?) (également appelée Slave Nurse)
- Sweet Hanjuku na Tenshi-tachi (sweet ～半熟な天使たち～?) (également appelé Sweet: Semi-Matured Angel)

## Moteurs de jeu
Elf et Silky's sont à l'origine de nombreux moteurs de jeu propriétaires listés ci-après :
(Veuillez noter que le nombre de jeux affiché est un nombre estimé d'après les données du site The Visual Novel Database.)
(ordre alphabétique)
- AI (1989-1990, 8 jeux)[4]
- AI2 (1990, 2 jeux)[5]
- AI4 (1991, 3 jeux)[6]
- AI5 (1991-1996, 25 jeux)[7]
- AI5V (1992-1999, 12 jeux ; dérivé du moteur AI5, moteur spécifique aux ordinateurs tournant sous DOS/V (en) ; Elf et Silky's ont arrêté de l'utiliser depuis 1996 environ, le moteur est utilisé par Game Box, un éditeur taïwanais éditant des jeux Elf en coréen, jusqu'en 1999.)[7]
- AI5WIN (1997-2017, 15 jeux ; dérivé du moteur AI5, moteur spécifique aux ordinateurs tournant sous Windows)[8]
- AI5X (1996, 1 jeu ; dérivé du moteur AI5, jeu semblant être spécifique au jeu YU-NO: A girl who chants love at the bound of this world)[9]
- AI6WIN (2008-2020, 8 jeux ; ce moteur n'est pas un dérivé, AI6 n'étant destiné qu'aux ordinateurs tournant sous Windows)[10]
- IGS (1995, 2 jeux ; moteur de Silky's utilisé pour deux jeux : Figure ~Ubawareta Houkago~ et Koihime ~Mystic Princess~)[11]
- Silky Engine (2016-présent, 8 jeux ; présumément leur dernier moteur, par exemple utilisé pour la nouvelle version de 2021 de Dōkyūsei.)[12]